# 大邑刘氏庄园
大邑刘氏庄园位于四川省大邑县安仁镇以东，由近代四川士绅刘文彩及其兄弟陆续修建的五座公馆和刘氏家族祖居构成，是中国现存保存最为完整、规模最大的地主私人庄园之一。1980年7月7日列為四川省重新確定公布的第一批省級文物保護單位。1996年11月20日公佈為第四批全國重點文物保護單位。
刘氏庄园分为南北两大建筑群，占地总面积7万余平方米，建筑面积2.1万余平方米，房屋共545间，是西南地区规模最大的庄园建筑群。庄园始建于清末，历经多次扩建，于民国末年形成现在规模。刘氏庄园是全国重点文物保护单位之一，也被中华人民共和国国家旅游局评为国家AAAA级风景旅游区。
1958年10月，大邑地主庄园陈列馆正式建立，于1997年4月更名为大邑刘氏庄园。2000年5月，大邑刘氏庄园被共青团中央命名为全国青少年教育基地。2001年11月，大邑刘氏庄园被国家旅游局评为国家AAAA级风景旅游区。2009年5月，大邑刘氏庄园博物馆被国家文物局公布为国家三级博物馆。
劉氏莊園（大邑縣）保護範圍：現圍牆外20米為界。建設控制地帶：以保護範圍為界，東至新公館東門外200米、老公館（收租院）後門外100米，南至外延30米，西至安（仁）新（津）公路，北至新公館圍牆外50米。

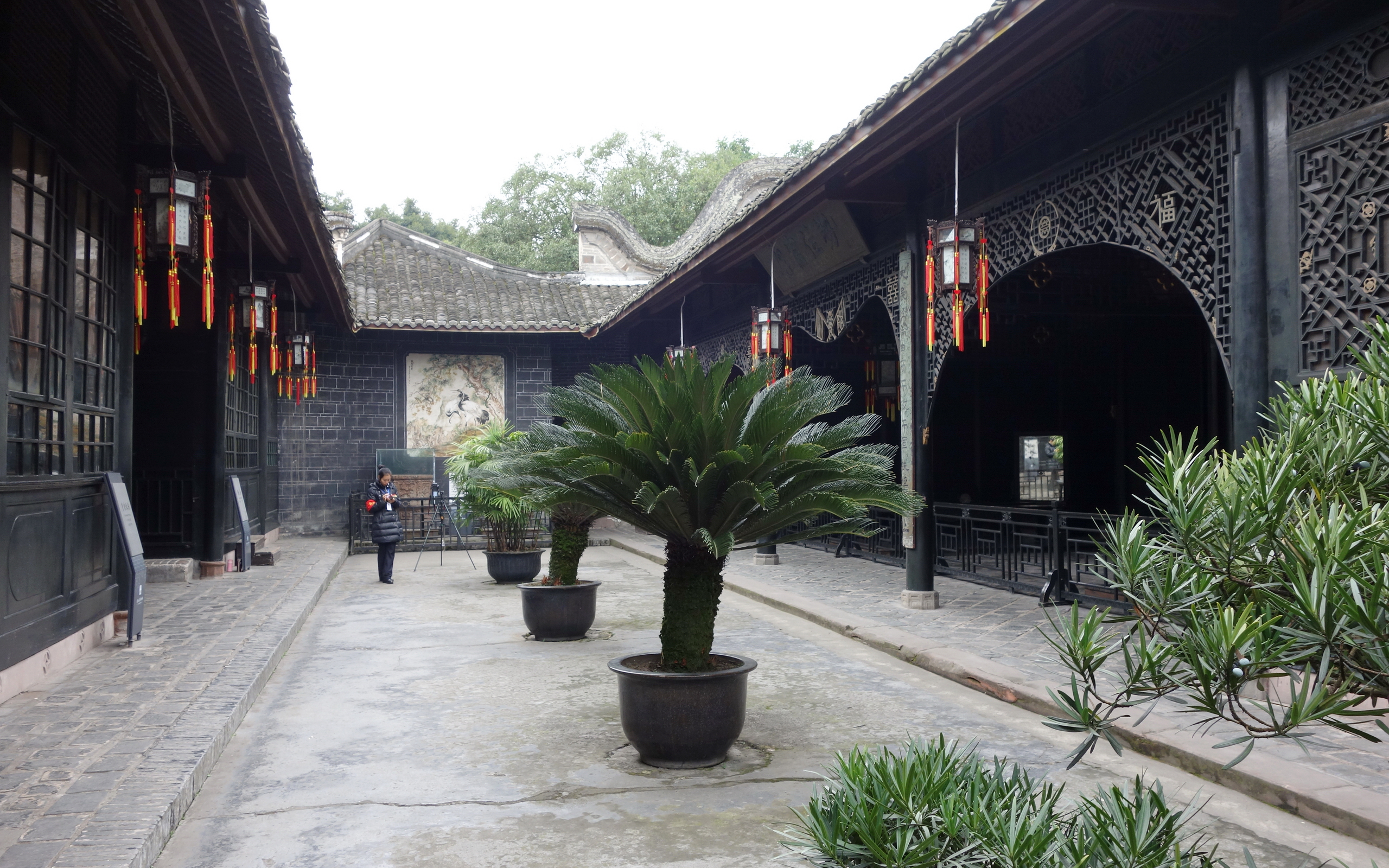
大邑刘文彩庄园前院天井
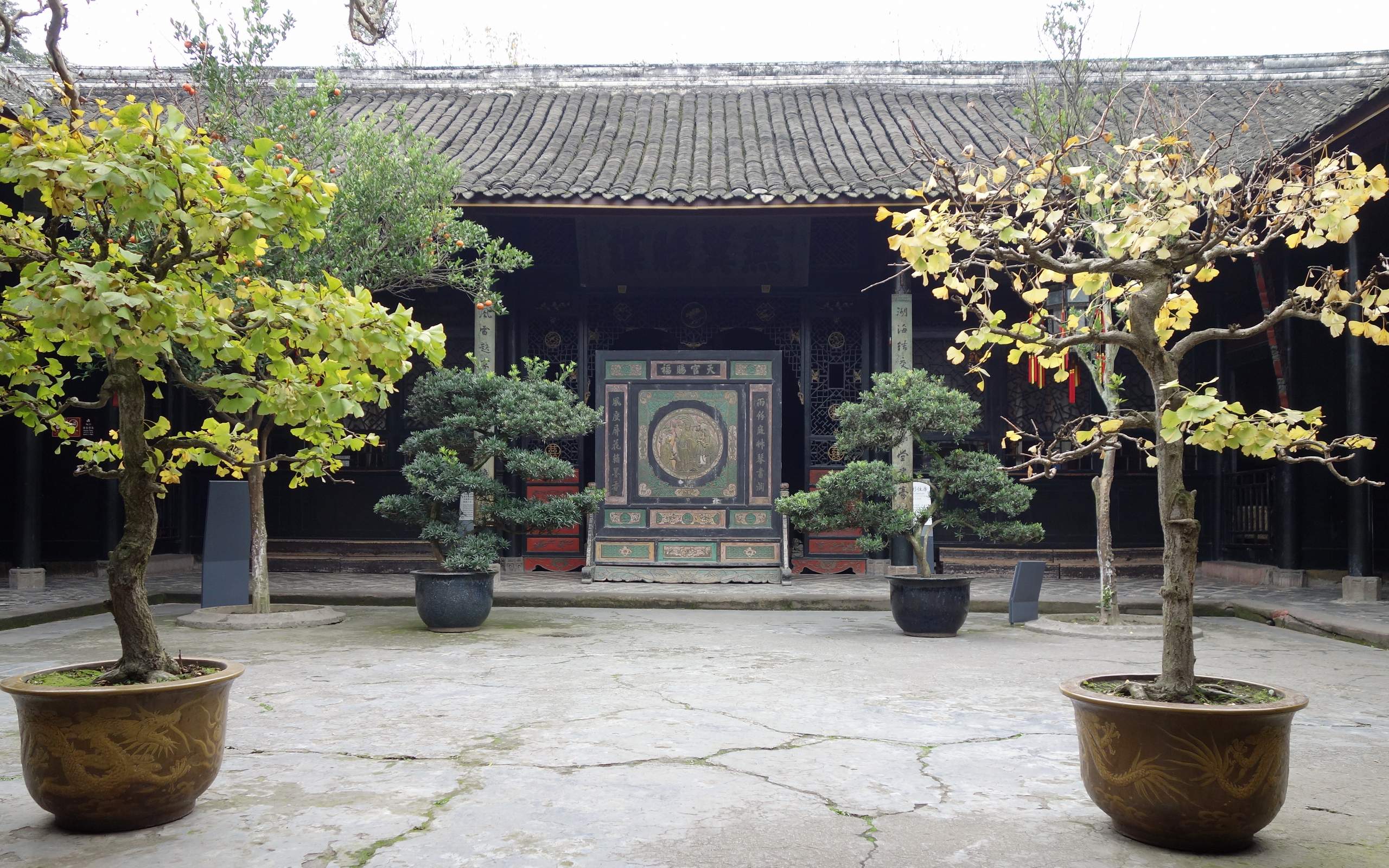
刘文彩居住的正房庭院
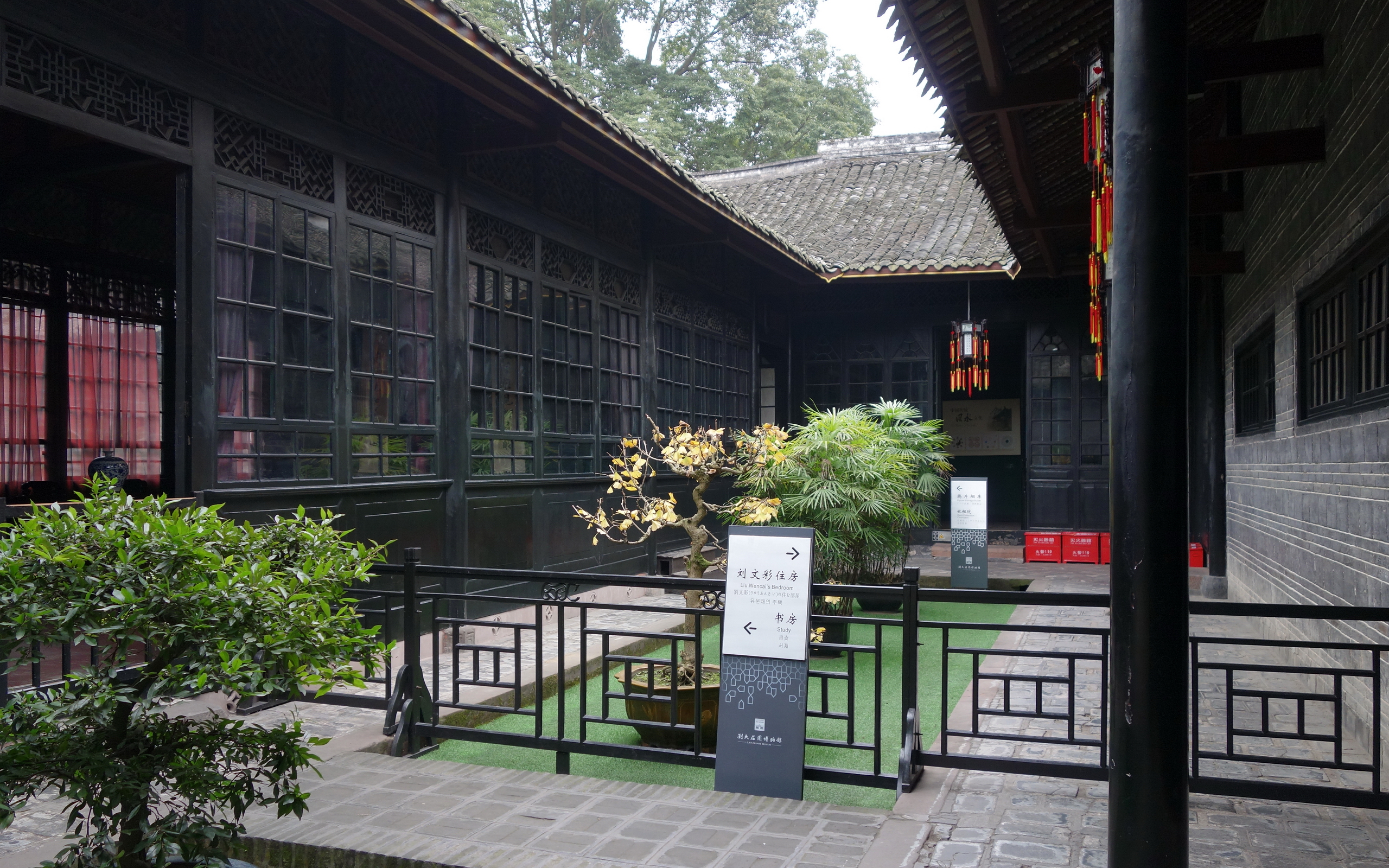
大邑刘文彩庄园书房庭院
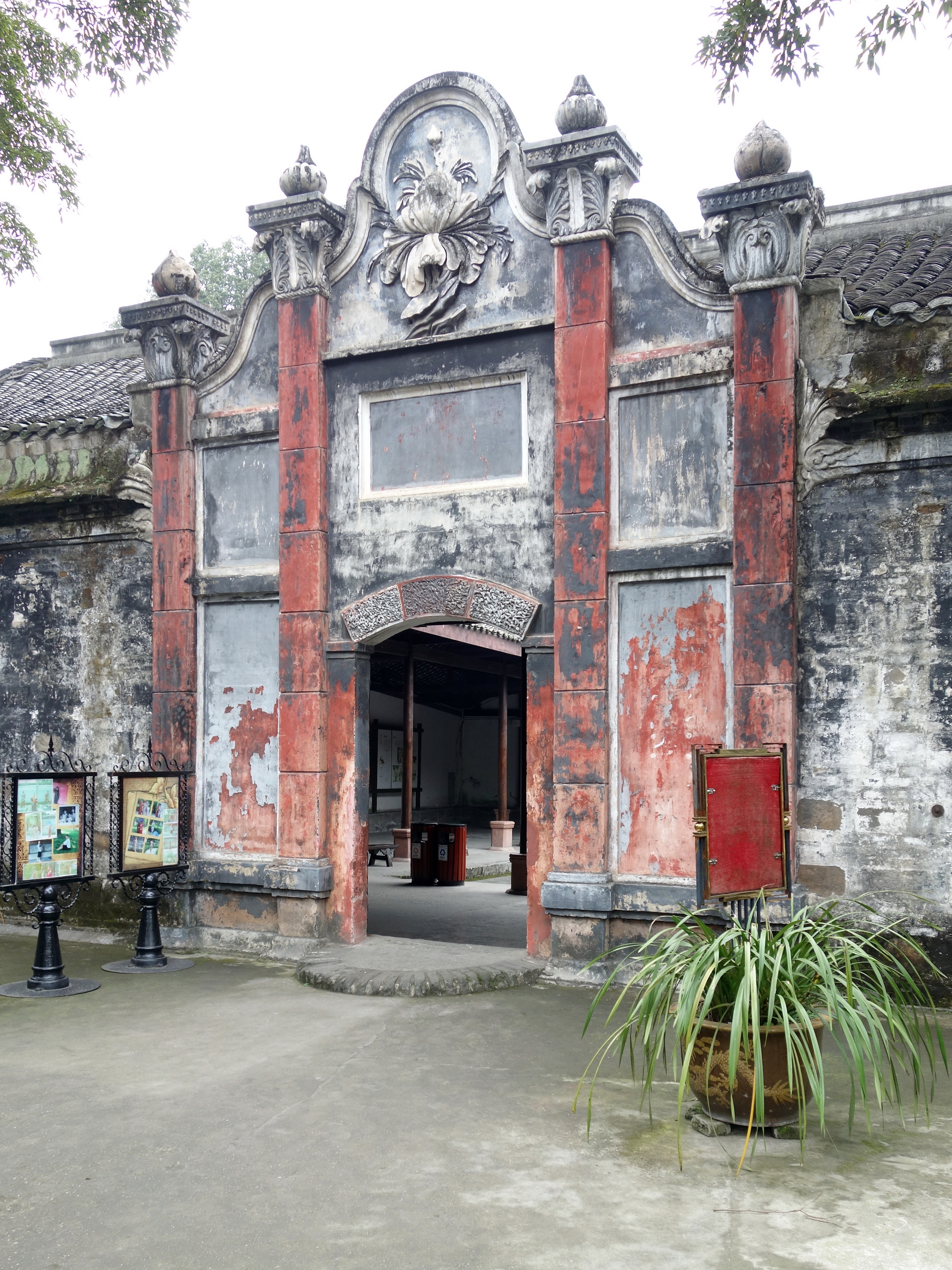
大邑刘氏庄园博物馆 刘氏祖居